# ديريكا هامبي
ديريكا ماري هامبي (ولدت في 6 نوفمبر 1993) هي لاعبة كرة سلة أمريكية في فريق لوس أنجلوس سباركس في الرابطة الوطنية لكرة السلة للسيدات (WNBA).

## مسيرتها الجامعية
خلال سنتها الأخيرة في جامعة ويك فورست، حققت هامبي متوسط 20.3 نقطة، وهو أعلى معدل تسجيل في فريق سيدات مؤتمر الساحل الأطلسي، و10.7 متابعة، وهو ثاني أعلى معدل في المؤتمر. وخلال موسمها الجامعي الثالث، قدمت أداءً يُعد من أفضل المواسم الفردية في تاريخ الجامعة. في 31 مباراة، تصدرت هامبي قائمة أفضل مؤتمر في البلاد من حيث التسجيل (22.0) والمتابعة (11.0). لتصبح أول لاعبة من فريق ديمون ديكون تتصدر مؤتمر الساحل الأطلسي في كلا الفئتين في نفس الموسم. أنهى هامبي الموسم كأفضل هداف ومُسترد في تاريخ ويك فورست، برصيد 1801 نقطة و1021 كرة مرتدة.

## المسيرة الاحترافية

### دوري كرة السلة النسائي الأمريكي

#### سان أنطونيو ستارز / لاس فيغاس آيسز (2015-2022)
اختيرت هامبي سادسةً في عام 2015، ولعبت مع فريق سان أنطونيو ستارز، الذي أصبح لاس فيغاس آيسز في عام 2018.
في عام 2019، سجّلت هامبي معدل 11 نقطة، ومعدل 7.6 كرات مرتدة، ومعدل 1.9 تمريرة حاسمة، و0.97 قطع كرة في المباراة الواحدة، وعادلت الرقم القياسي لرابطة كرة السلة النسائية الأمريكية  لأكثر لاعبة احتياطية تحقيقًا للثنائيات المزدوجة بخمسة أهداف. اختيرت هامبي سادس أفضل لاعبة في الرابطة عام 2019، بأغلبية شبه إجماعية (41 صوتًا من أصل 43). في نفس اليوم الذي حصلت فيه على هذه الجائزة، وفي مباراة الجولة الثانية من تصفيات الرابطة لعام 2019 ضد شيكاغو سكاي، والتي أُقيمت بنظام الإقصاء الفردي، قبل 6.5 ثانية من نهاية المباراة، وفريقها متأخر بنتيجة 92-90، سجّلت هامبي ما وصفه موقع رابطة كرة السلة النسائية الأمريكية بأنه "أفضل تسديدة في العام". في 20 سبتمبر 2020، تم اختيار هامبي كأفضل امرأة في العام للمرة السادسة للعام الثاني على التوالي. وقعت هامبي تمديدًا لعقدها مع فريق آيسز لعدة سنوات في 29 يونيو 2022. وفازت هامبي مع فريق آيسز، ببطولة دوري كرة السلة النسائي الأمريكي لعام 2022.

#### لوس أنجلوس سباركس (2023 - )
في 21 يناير 2023، انتقل هامبي إلى لوس أنجلوس سباركس، إلى جانب اختياره في الجولة الأولى من مسودة دوري كرة السلة النسائي الأمريكي لعام 2024، مقابل حقوق أماندا زاهوي بي. واختياره في الجولة الثانية من مسودة دوري كرة السلة النسائي الأمريكي لعام 2024. في 13 يونيو 2024، وقّع هامبي تمديدًا لعقده مع سباركس لمدة عام واحد.

#### أونريفيل
في 12 أغسطس 2024، أُعلن أن هامبي مشاركتها في الموسم الافتتاحي من دوري أونريفيل "Unrivaled"، وهو دوري كرة سلة نسائي جديد بثلاثة لاعبين ضد ثلاثة، أسسته نافيسا كولير وبريانا ستيوارت.

## مسيرتها مع المنتخب الوطني
لعبت هامبي مع منتخب الولايات المتحدة الأمريكية لكرة السلة لأول مرة في معسكر تدريب المنتخب الوطني عام 2022. وشاركت في تصفيات كأس العالم للسيدات 2022. وفي ديسمبر 2023، شاركت مع فريق 3×3 لأول مرة، وفازوا بالميدالية الذهبية في كأس أمريكا. سددت هامبي رمية كسر التعادل للفوز، وحصلت على لقب أفضل لاعبة في البطولة. اختيرت هامبي كبديلة للاعبة المصابة كاميرون برينك، ضمن فريق الولايات المتحدة الأمريكية لكرة السلة 3×3 في دورة الألعاب الأولمبية الصيفية 2024. فازت هامبي والفريق الأمريكي بالميداليات البرونزية.

## إحصائيات المهنة
| † | يشير إلى المواسم التي فاز فيها هامبي ببطولة بطولة الرابطة الوطنية لكرة السلة للسيدات |

### موسم رياضي
الإحصائيات الحالية حتى نهاية موسم 2024

## حياة الشخصية
رُزقت هامبي وزوجها بابنتهما أمايا في فبراير 2017. في سبتمبر 2022، خلال حفل بطولة لاس فيغاس آيسز، أعلنت هامبي أنها حامل بطفلها الثاني. أعلنت ديريكا هامبي عن ولادة طفلتها الثانية، الأسطورة ماري سكاندريك، على حسابها على إنستغرام في مارس 2023.

## شكوى تمييز فيدرالية
في سبتمبر 2023، رفعت هامبي شكوى تمييز فيدرالية ضد رابطة كرة السلة النسائية الأمريكية (WNBA) وفريق لاس فيغاس آيسز، مدعية أن الفريق قام بتبادلها لأنها حامل وأن الرابطة لم تحقق بشكل كافٍ.